# Ixtlilxochitl I

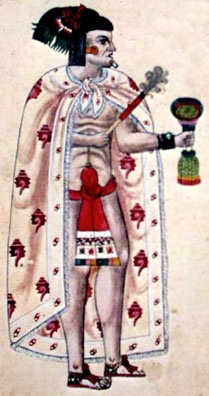
Ixtlilxochitl I

Ixtlilxochitl I was koning van Texcoco. Hij was de zoon van Techotlalatzin en volgde hem na diens dood in 1409 op. In 1418 werd hij verslagen en vermoord door koning Tezozomoc van Azcapotzalco. Ixtlilxochitls zoon Nezahualcóyotl was getuige van de moord vanuit een boom en zwoer de dood van zijn vader te wreken. In 1431 vermoordde hij Tezozomocs opvolger Maxtla en werd koning van Texcoco.